# Црква Светих Ћирила и Методија на Чукарици
Црква Светих Ћирила и Методија је католичка црква, саграђена 1929. године. Налази се у Пожешкој улици 35 у општини Чукарица.

## Историјат
Почетком 20. века постојала је потреба за изградњу католичке цркве на периферији Београда, за католике који су се доселили после Првог светског рата и радили на том подручју. Тадашњи апостолски нунције Херменђилдо Пелегринети и београдски надбискуп монс. Рафаел Родић су замолили мисионаре св. Винка Паулског из Словеније да преузму једну жупу на периферији Београда, а на располагање су добили Чукарицу или Карабурму. Леоним Шмид и сабрат Алојз Плантарич одлучили су се 5. јула 1929. године да цркву подигну на Чукарици.
Лазаристи су у Пожешкој улици купили кућу и у њој отворили капелу, а прва миса је одржана 5. августа 1929. Кући су приступили Алојз Плантарић и Андрем Тумпеј, а касније су им се придружила још два брата лаика, што је довело да настанка заједнице лазариста у Београду. Након тога, одлучили су се за изградњу цркве и купили земљиште поред куће. Цркву је пројектовао архитекта Блаж Катушић из Земуна, а камен темељац цркве благословио је жупник Цркве Криста Краља, Алојзије Вагнер, 18. августа 1929. године.
Црква је саграђена већ у новембру исте године, а посветио ју је надбискуп Родић, на част Ћирилу и Методију. Приликом посвете из цркве св. Јозефа из Цеља донет је кип Свете браће, који је 1851. године благословио бискуп Антон Мартин Сломшек, а кип је постављен у главном олтару. Нови олтар је дар мариборског бискупа Иван Томажића.
Црква је дворанског типа са полукружном таваницом. Дужине је 23 метара, ширине 10, а висока је 9 метара, док је висина торња 23 метара. На главним вратима цркве налази се натпис: „Да сви буду једно”.